# Sesonchosis-Roman
Der als Sesonchosis-Roman bezeichnete Text ist ein in einigen Papyrus-Fragmenten aus Oxyrhynchus (POxy. 1826, POxy. 2466 und POxy. 3319) überlieferter antiker Roman in griechischer Sprache. Die Papyri werden auf das 3. bis 4. Jahrhundert datiert.
Die Hauptfigur Sesonchosis ist eine als historisch dargestellte literarische Figur, in der sich Namen und Taten verschiedener historischer Pharaonen vermischen. Es wird angenommen, dass sie in der Zeit der persischen Eroberung als Teil einer national-ägyptischen Propaganda entstand und in ptolemäischer Zeit ausgebaut wurde. Als Schilderung der Entwicklung und der Taten eines Nationalhelden weist der Text Parallelen zum Ninos-Roman auf, ist aber stilistisch schlichter und wird so in der Nähe des Alexanderromans, des Neuen Testaments und insbesondere neutestamentlicher Apokryphen wie der Apostelakten gesehen.